# 車勳
車勳（1994年7月12日—），韓國男歌手，在FNC娛樂旗下的男子流行搖滾樂團N.Flying中擔任吉他手。

## 演藝經歷
2013年10月1日，隨組合發行日語單曲專輯《Basket》。2014年1月1日，隨組合發行日語單曲專輯《One and Only》，專輯發行後登上Tower Records日榜一位 ；3月13日，出演紀實電視劇《清潭洞111第二季》。
2015年3月18日，出演實景節目《One Night Study》；5月20日，隨組合發行首張迷你專輯《缺氧》，並以N.Flying吉他手身份正式出道，同日也在中國發行此專輯的中文版；10月，出演AOA《Oh BOY》的MV；10月22日，隨組合發行首張單曲專輯《Lonely》。
2016年2月10日，隨組合發行首張日語單曲專輯《Knock Knock》並正式於日本出道，專輯發佈後登上日本公信榜日排行榜第3位；7月13日，隨組合發行第二張日語單曲專輯《Endless Summer》。
2017年，車勳客串的電視劇《姐姐風采依舊》播出，其在劇中客串結婚典禮樂團(N.Flying)。
2020年1月24日，車勳跟組合N.Flying參加了《2020年偶像明星運動會：新春特輯》。同年7月9日，車勳的組合N.Flying參加了" World is ONE " K-POP 全球慈善線上演唱會。

## 個人生活
2021年9月9日，成員車勳確診，樂隊N.Flying五名成員全部感染新冠。
2023年3月20日，車勳入伍。

## 音樂作品
N.Flying團體音樂詳細請前往N.Flying#音樂作品

## 影視作品
N.Flying影視作品詳細請前往N.Flying#影視作品

## 外部連結
- 車勳的Instagram帳戶
- 金宰鉉 車勳Youtube個人頻道（页面存档备份，存于）